# Richárd Rapport
Richárd Rapport est un joueur d'échecs hongrois né le 25 mars 1996 à Szombathely (Hongrie), grand maître international depuis mars 2010 (titre qu'il a obtenu avant ses quatorze ans).
Au 1er août 2024, son classement Elo est de 2 715 points, ce qui en fait  le 25e joueur mondial et le numéro 1 hongrois.

## Biographie et carrière

### Grand maître à treize ans et onze mois (2010)
Rapport obtint le titre de maître international en 2008 et sa première norme de grand maître international à douze ans en 2009.
En mars 2010, il prend la troisième place de la coupe Gotth' Art 2010. À cette occasion, il obtient sa troisième norme de grand maître international et gagne les points Elo nécessaires pour obtenir le titre,. À 13 ans, 11 mois et six jours, il est le cinquième plus jeune joueur de l'histoire à y parvenir. Au 1er mai 2010, son classement Elo était 2 509 et il fut le plus jeune grand maître jusqu'en décembre 2010, lorsque Illia Nyjnyk, six mois plus jeune, devint grand maître international.

### Champion du monde junior (2012)

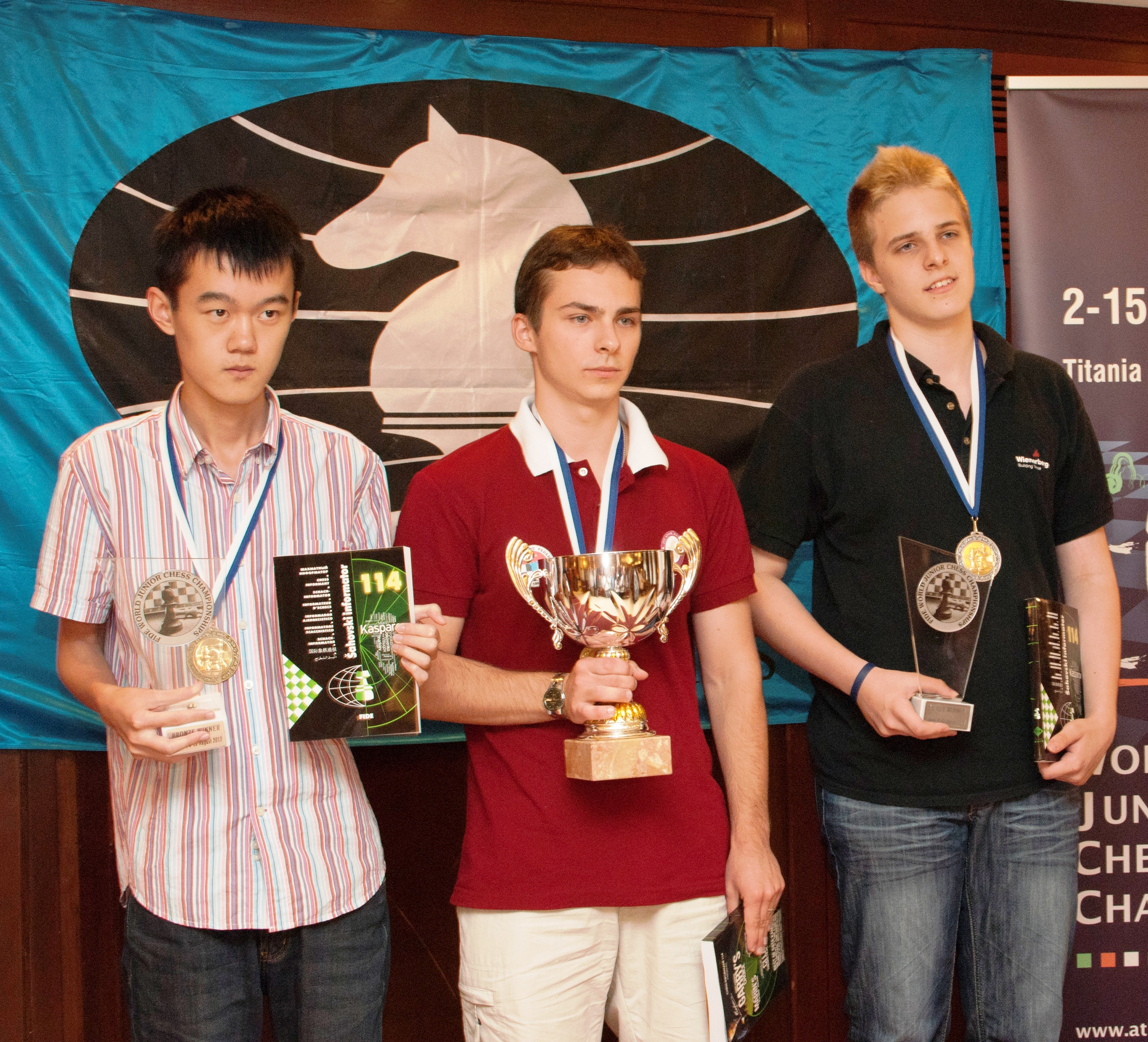
Rapport (à droite), médaille d'argent au championnat du monde junior en 2012.

Au championnat du monde d'échecs junior d'Athènes en 2012, Rapport reçoit la médaille d'argent, derrière Aleksandr Ipatov et devant Ding Liren.

### Tournois internationaux
En janvier 2013 il finit premier ex æquo avec Arkadij Naiditsch au tournoi "B" du tournoi de Wijk aan Zee, avec 9/13 (+7, =4, -2) et une performance Elo à 2 761.
En 2017, Rapport finit avant dernier du tournoi principal de Wijk aan Zee mais réussit à battre le champion du monde Magnus Carlsen lors de leur première confrontation. La même année, il remporta le championnat de Hongrie d'échecs.
Il remporte le tournoi d'échecs de Danzhou en 2019 et 2020.

### Coupes du monde
Lors de la Coupe du monde d'échecs 2017, il fut éliminé au premier tour par Ding Liren. En 2019 et 2021, il est absent de la Coupe du monde.

### Compétitions par équipe
Lors de l'Olympiade d'échecs de 2014, Rapport remporta la médaille d'argent par équipe. Il jouait au quatrième échiquier et marqua 5,5 points sur 9.
Il remporta la médaille d'or individuelle au deuxième échiquier et la médaille de bronze par équipe lors du Championnat d'Europe d'échecs des nations 2015.

### Candidat au championnat du monde (2022)
En 2022, Rapport remporte le Grand Prix FIDE de Belgrade et termine deuxième du classement général du Grand Prix FIDE 2022. Ce résultat le qualifie pour le tournoi des candidats de 2022 disputé à Madrid. Il finit dernier æquo du tournoi des candidats avec 5,5 points sur 14.

### Changement de fédération
En mai 2022, Rapport annonce son intention de changer de fédération et de s'affilier auprès de la fédération roumaine des échecs. Une entreprise roumaine, Superbet, lui propose un partenariat qui lui assurerait des financements importants,. Le changement de fédération est officialisé en septembre 2022. En mai 2024, Richárd Rapport annonce qu'il va représenter à nouveau affilié à la fédération hongroise des échecs. Le retour à son ancienne fédération est officialisé en août 2024

## Style de jeu
Il est connu pour l'originalité de son jeu et de ses ouvertures. En 2014, il utilisait régulièrement le début Larsen.